# Studená válka (desková hra)
Studená válka je strategická desková hra pro dva hráče na téma Studené války – jeden z hráčů hraje za Spojené státy americké, druhý za Sovětský svaz. Délka hraní je předpokládána až tři hodiny, ovšem hra může skončit dříve.
V rámci moderních deskových her je dlouhodobě vysoce uznávána: Od prosince 2010 do ledna 2016 vedla žebříček her na serveru BoardGameGeek a k únoru 2019 byla nadále v první desítce. K únoru 2019 byla rovněž nejlépe hodnocenou hrou na českém webu Zatrolené hry.
Studená válka byla vydána poprvé v roce 2005 ve Spojených státech amerických vydavatelstvím GMT Games. Původní anglický název  Twilight Struggle (doslovně „soumračný zápas“) odkazuje k inauguračnímu projevu amerického prezidenta Johna Kennedyho v lednu 1961, ve kterém mimo jiné řekl: „Nyní nás polnice svolává znovu – ne k tomu chopit se zbraní, ačkoli zbraně potřebujeme, nevolá nás do boje, ačkoli jsme připraveni bojovat – volá nás k převzetí břemene dlouhého temného zápasu.“ V češtině vydala hru v roce 2011 společnost MINDOK.
Tématem i herními mechanikami je hře velice podobná mladší 1989: Úsvit svobody z roku 2012.